# Saint-Lumine-de-Clisson
Saint-Lumine-de-Clisson è un comune francese di 1 973 abitanti situato nel dipartimento della Loira Atlantica nella regione dei Paesi della Loira.

## Società

### Evoluzione demografica
Abitanti censiti

## Amministrazione

### Gemellaggi
- Alatri, dal 2000